# Drynaria dumicola
Drynaria dumicola är en stensöteväxtart som beskrevs av Bostock. Drynaria dumicola ingår i släktet Drynaria och familjen Polypodiaceae. Inga underarter finns listade.